# Округ Дир Лоџ (Монтана)
Дир Лоџ (енгл. Anaconda-Deer Lodge County) је округ у америчкој савезној држави Монтана.

## Демографија
По попису из 2010. године број становника је 9.298, што је 119 (-1,3%) становника мање него 2000. године.
| Група             | 2000.         | 2010.         |
| Белци             | 8.914 (94,7%) | 8.518 (91,6%) |
| Афроамериканци    | 16 (0,2%)     | 38 (0,4%)     |
| Азијати           | 34 (0,4%)     | 29 (0,3%)     |
| Хиспаноамериканци | 155 (1,6%)    | 271 (2,9%)    |
| Укупно            | 9.417         | 9.298         |